# Enterobius
Genre
Enterobius est un genre de vers nématodes parasite de la famille des Oxyuridae. L'espèce Enterobius vermicularis est responsable de l'oxyurose chez l'humain.

## Liste des espèces
- Enterobius (Colobenterobius) Quentin, Bellerton & Krishnasamy, 1980
  - Enterobius bipapillatus Gedoelst, 1916
  - Enterobius colobis Vuylsteke, 1964
  - Enterobius entellus Hugot, 1988
  - Enterobius guerezae Hugot, 1987
  - Enterobius inglisi Wahid, 1961
  - Enterobius paraguerezae Hugot, 1987
  - Enterobius pesteri Wahid, 1961
  - Enterobius pitheci Cameron, 1929
  - Enterobius presbytis Yin, 1973
  - Enterobius pygatrichus Hasegawa, Murata & Asakawa, 2002
  - Enterobius serratus Hasegawa, Matsuo & Onuma, 2003
  - Enterobius zakiri Siddiqi & Mirza, 1954
- Enterobius (Enterobius) Leach in Baird, 1853
  - Enterobius anthropopitheci Gedoelst, 1916
  - Enterobius brevicauda Sandosham, 1950
  - Enterobius chabaudi Kalia & Gupta, 1982
  - Enterobius gregorii Hugot, 1983
  - Enterobius longispiculum Quentin, Bellerton & Krishnasamy, 1980
  - Enterobius macaci Yen, 1973
  - Enterobius nycticebi Baylis, 1928
  - Enterobius presbytis Yen Wen Chen, 1973
  - Enterobius sciuri Cameron, 1932
  - Enterobius vermicularis (Linnaeus, 1758)
  - Enterobius yagoi Sutton, 1979

## Liste d'espèces
Selon NCBI (26 mars 2011) :
- Enterobius anthropopitheci
- Enterobius vermicularis

Selon ITIS (26 mars 2011) :
- Enterobius vermicularis

## Publication originale
- Baird, 1853 : Catalogue of the species of Entozoa, or intestinal worms, contained in the collection of the British Museum. p. 1-132.